# Bloomer (Wisconsin)
Pour les articles homonymes, voir Bloomer.
Bloomer est une ville américaine située dans le comté de Chippewa, au Wisconsin. Selon le recensement de 2010, sa population est de 3 539 habitants.